# فرانك وايت (سياسي)
فرانك وايت (بالإنجليزية: Frank White)‏ هو سياسي بريطاني، ولد في 11 نوفمبر 1939. حزبياً، نشط في حزب العمال. في الانتخابات العامة في المملكة المتحدة أكتوبر 1974 ‏، انتخب عضو البرلمان السابع والأربعون للمملكة المتحدة عن دائرة Bury and Radcliffe (UK Parliament constituency) ‏ خلال فترته النيابية ‏ (10 أكتوبر 1974 – 7 أبريل 1979) وفي الانتخابات العامة للمملكة المتحدة 1979 ‏، انتخب عضو البرلمان الثامن والأربعون للمملكة المتحدة عن دائرة Bury and Radcliffe (UK Parliament constituency) ‏ خلال فترته النيابية ‏ (3 مايو 1979 – 13 مايو 1983).